# Беньяміно Андреатта
Беньяміно «Ніно» Андреатта (11 серпня 1928 — 26 березня 2007) — італійський економіст та політик, був прогресивним Християнським Демократом з лівої фракції і одним із засновників Італійської Народної Партії в 1994 році та коаліції «Олива» в 1996 році.

## Навчання та початок політичної кар'єри
Закінчивши правничий факультету Падуанського Університету та здобувши нагороду «найкращий випускник року», він пізніше закінчив економічний факультет Університету
Cattolica del Sacro Cuore (UCSC) в Мілані. В 1961 р. від Массачусетського технологічного інституту поїхав до Індії, як консультант Комісії з планування уряду Джавахарлала Неру. Наступного року здобуває вчене звання професора. Протягом своєї академічної кар'єри викладав добровольцем в Католицькому університеті в Мілані в університетах Урбіно та Тренто. Заснував економічний та політологічний факультет в Болонському Університеті. Серед його учнів чимало блискучих економістів, серед яких і Романо Проді, який з 1963 року став його асистентом.

## Вступ у політику та набутий досвід
Завдяки своєму академічному досвіду, в 60 рр. XX ст. стає економічним радником Альдо Моро, працюючи разом з групою економістів, включно Джуліано Амато, Франческо Форте, Джорджо Руффоло, Франко Момігляно і Алессандро Піццорно.
Близькість до Альдо Моро сприяло політичній кар'єрі в Християнсько-демократичній партії, тому з 1976 по 1992 — був членом парламенту від християнських демократів.
Займав декілька міністерських посад: з 1979—1980 рр. — Міністр Фінансів та Економічного Планування в уряді Франческа Коссіґа, з жовтня 1980 р. по грудень 1982 р. — Міністр Фінансів в уряді Арнальда Форлані. У 80 рр. XX ст. був Головою сенатського комітету з бюджету. Зробив значний внесок в економіку Італії: санкціонував відокремлення Банку Італії від Міністерства Фінансів Італії.

## Друга Республіка та Італійська Народна Партія
В 1992 році повертається до влади. За уряду Карла Чампі, з 28 квітня 1993 р. — 19 квітня 1994 р. був Міністром закордонних справ Італії. Саме він, перебуваючи на цій посаді, висунув пропозицію реформування ООН.
З настанням Другої Республіки стає лідером в Палаті депутатів Народної Партії, очолюючи колишніх християнських демократів, які об'єднавшись з прогресивістами, виступали проти уряду Берлусконі.
Андреатта був одним з головних прихильників створення коаліції «Олива».

## Серцева недостатність та кома
15 грудня 1999 року, під час парламентської сесії з прийняття бюджету, в Беньяміна Андреатти стався серцевий напад, в результаті якого він опинився в комі. В ній він пробув 7 років, так і не прийшовши до свідомості. Помер 26 березня 2007 року.